# Geum vernum
Geum vernum är en rosväxtart som först beskrevs av Constantine Samuel Rafinesque, och fick sitt nu gällande namn av John Torrey och Gray. Geum vernum ingår i släktet nejlikrotsläktet, och familjen rosväxter. Inga underarter finns listade i Catalogue of Life.